# Факт (газета)
«Факт» — еженедельная газета городского округа Балашиха Московской области.

## История

### Становление издания
Газета «Большевистский путь» была основана 22 апреля 1931 года в качестве органа Реутовского районного комитета ВКП(б), районного исполкома Совета народных депутатов и районного совета профсоюзов. Первый номер вышел 5 мая 1931 года. В нём были опубликованы лишь несколько заметок, написанных рабочими корреспондентами. Первоначально в состав редакции входили только три человека.
В первые годы издание испытывало серьёзные организационные проблемы. «Большевистскому пути» не хватало опытных журналистов, а пост главного редактора с апреля 1931 по ноябрь 1932 года занимали пять человек. Кроме того, у газеты не было хорошей типографии и редакционного помещения. Слабо была поставлена работа с рабочими и сельскими корреспондентами. Из-за этих сложностей газета выходила нерегулярно.
Наладить ситуацию в газете удалось осенью 1932 года. В сентябре Реутовский райком ВКП(б) набрал новый состав редакции, которую возглавил опытный журналист Николай Петров. С октября «Большевистский путь» стал печататься регулярно, три раза в неделю тиражом в 3600 экземпляров, который в 1933 году увеличился до 6000. Параллельно в Реутове строилась типография. 
В 1933 году «Большевистский путь» стал лучшей районной газетой Московской области по итогам всесоюзного конкурса и был награждён красным знаменем. В 1934 году на деньги рабочих Реутовского района был построен планер, названный именем газеты «Большевистский путь».

### Послевоенный период
В 1953 году газета стала называться «За коммунизм», в 1961 году — «Знамя коммунизма».
В годы перестройки в «Знамени коммунизма» появился ряд новых рубрик: «Перестройка — уроки демократии», «В свете гласности», «Газета выступила, что сделано?», в которых публиковались критические материалы. Тогда же возникла рубрика «С телетайпа УВД», шахматный раздел «Клуб 64», удостоенный приза от журнала «64 — Шахматное обозрение».
В июне 1991 года издание переименовали в «Факт». Название придумал журналист Александр Голубев, который через два года стал главным редактором газеты.

### Постсоветский период
В начале 1990-х годов «Факт» пережил трудный период, связанный с финансовыми и организационными сложностями, политической неопределённостью. Это привело к уходу многих ведущих журналистов — доходило до того, что некому было заполнить полосы номера.
В 1997 году газета снова стала муниципальной.
«Факт» трижды был победителем фестиваля СМИ «Вся Россия».
Газета занимается изданием краеведческой литературы. Силами редакции были выпущены книги «Родом из Балашихи» Владимира Капнинского, исторический сборник «Балашиха в очерках и зарисовках», «Заря Победы нашей», энциклопедический словарь "Балашиха в лицах и биографиях", автором которого стал заместитель главного редактора газеты "Факт" Алексей Галанин.
Нынешние соучредители «Факта» — администрация городского округа Балашиха и редакционно-информационный центр Московской области. Газета выходит еженедельно тиражом 15 тысяч экземпляров. Факт освещает события политической, экономической, духовной и культурной жизни округа. В штат издания входят 12 сотрудников.
В 2022 году газета издается на базе ГАУ МО Издательский дом "Подмосковье". 

## Редакция
Первоначально редакция располагалась в Реутове в помещении поселковой прачечной. В середине 1930-х годов газета перебазировалась в здание поселкового Совета народных депутатов (ул. 10 лет Октября, 11, 2-й этаж).
Несмотря на то что в мае 1941 года центром района вместо Реутова стала Балашиха, редакция до 1959 года оставалась в Реутове, поскольку в Балашихе не было типографии. В 1959 году редакция перебазировалась в Балашиху и стала располагаться в здании городского Совета народных депутатов (шоссе Энтузиастов, 7). В середине 1980-х годов редакция снова переехала в здание бывшего ЗАГСа (ул. Советская, 15).
Первым ответственным редактором газеты был А. Майзель. В дальнейшем изданием руководили Николай Петров (1932—1937), Юрий Гринберг (1947—1953), Евгений Новиков (1953—1957), А. Чернов, А. Мухин (1957), А. Шуваева (1958—1961), А. Моисеев, О. Вавилкин, В. Тишков, В. Андрунас, Леонид Речицкий, Л. Зудина (все — 1961—1991), Александр Голубев (1993—1996?), Ольга Волохова (1997—2006), Алексей Галанин (2006), Людмила Бородина (2006-2022). В 2022 году главным редактором стал Илья Попов.
С газетой сотрудничал поэт Николай Дмитриев.